# Ewerthon Henrique de Souza
Ewerthon Henrique de Souza (São Paulo, 10 de junho de 1981) é um ex-futebolista brasileiro que atuava como atacante.
Atualmente é dono de um construtora em Goiás, junto com seu pai.

## Carreira
A carreira do jogador começou em 1999, quando se destacou pelo Corinthians na Copa São Paulo e, com os sete gols marcados no torneio e o título conquistado, foi alçado ao time principal. Além da Copinha, Ewerthon foi bicampeão brasileiro, em 1998 e 1999, bicampeão paulista, em 1999 e 2001 e campeão mundial, em 2000. Com a camisa do Corinthians, Ewerthon atuou em 75 partidas e marcou 21 gols.
O sucesso no Corinthians o levou ao poderoso Borussia Dortmund, da Alemanha. Em terras germânicas, Ewerthon brilhou e foi decisivo na conquista da Bundesliga 2001/2002. No total, o atacante disputou 154 partidas e marcou 54 gols pelo time alemão.
O próximo passo da carreira aconteceu na Espanha, no Zaragoza. Pelo time espanhol, o jogador computa 124 jogos e 54 gols, tendo sido o artilheiro da equipe no vice-campeonato da Copa do Rei, em 2005/2006, com oito gols, e, no mesmo ano, sendo eleito o melhor sul-americano do Campeonato Espanhol.
Após passagens rápidas pelo Stuttgart, da Alemanha, onde fez um gol em 18 jogos, e pelo Espanyol, da Espanha, tendo marcado um gol em oito partidas, Ewerthon retornou ao Zaragoza e mais uma vez brilhou, sendo o grande destaque do retorno da equipe à primeira divisão espanhola. Neste campeonato, o atacante marcou 28 gols em 37 jogos (média de 0,75 gols por partida).
Em 2010, Ewerthon retornou ao Brasil para defender o Palmeiras. No Verdão, o jogador fez 9 gols em 39 exibições.
O atacante também defendeu o Terek, da Rússia, por sete meses; o Ah-Ahli, do Catar, por seis meses, e o América-MG, onde atuou 12 jogos e marcou 3 gols.
No dia 13 de janeiro de 2014, o atacante fechou contrato com o Atlético Sorocaba, para defender o time do interior no Campeonato Paulista de 2014.

## Títulos
Corinthians
- Copa São Paulo de Futebol Junior: 1999
- Campeonato Paulista: 1999 e 2001
- Campeonato Brasileiro: 1998 e 1999
- Mundial de Clubes: 2000

Borussia Dortmund
- Campeonato Alemão: 2001-02

Palmeiras
- Torneio Gustavo Lacerda Beltrame: 2010

,Seleção Brasileira
- Campeonato Sul-Americano Sub-20: 2001[10]

### Campanhas em Destaque
Corinthians
- Copa do Brasil: 2001 (2º colocado)

Borussia Dortmund
- Copa da UEFA: 2001-02 (2º colocado)

Zaragoza
- Copa do Rei: 2003-04 (2º colocado)
- Segunda Divisão Espanhola: 2008-09 (2º colocado)

Seleção Brasileira
- Copa Ouro: 2003 (2º colocado)

## Prêmios Individuais
Corinthians
- Revelação da Copa São Paulo: 1999[11]

Zaragoza
- Troféu EFE - Melhor Jogador Sul-Americano do Campeonato Espanhol: 2005-06

### Vice-Artilharias
Zaragoza
- Segunda Divisão Espanhola: 2008/09 (28 gols)